# Ernest Louis Carré-Kérisouet
Ernest Louis Carré-Kerisouët, né le 24 août 1832 à Lamballe (Côtes-du-Nord) et mort le 16 décembre 1877 à Paris, est un homme politique français.

## Biographie
Issu d'une famille propriétaire des forges du Vaublanc à Plémet, il est maire de la commune et conseiller général. En 1869, il est élu député comme candidat indépendant, et siège au tiers-parti libéral. Opposant modéré à l'Empire, il signe l'adresse des 116 et ne vote pas la déclaration de guerre. Pendant la guerre, il est l'un des organisateurs de l'armée de Bretagne. Il est élu représentant des Côtes-du-Nord en 1871, et siège au centre gauche, soutenant Thiers. Il est battu aux législatives de février 1876, mais l'élection étant invalidée, il retrouve son siège en mai 1876, lors de l'élection partielle. Il est l'un des 363 députés qui refusent la confiance au gouvernement de Broglie, le 16 mai 1877. Malade, il ne se représente pas aux élections d'octobre 1877 et meurt quelques semaines plus tard.

## Sources
- « Ernest Louis Carré-Kérisouet », dans Adolphe Robert et Gaston Cougny, Dictionnaire des parlementaires français, Edgar Bourloton, 1889-1891 [détail de l’édition]